# Karl Anton af Hohenzollern
Karl Anton af Hohenzollern (7. september 1811 i Krauchenwies – 2. juni 1885 i Sigmaringen) var en tysk fyrste og politiker. 
Karl Anton var 1848-1849 den sidste regerende fyrste af Hohenzollern-Sigmaringen. I de første tyve år efter landets indlemmelse i Preussen beholdt Karl Anton sin hidtidige titel. I 1869 døde den sidste fyrste af Hohenzollern-Hechingen. Karl Anton betragtede sig herefter som titulær fyrste af både Sigmaringen og Hechingen. I sine sidste år kaldte han sig derfor fyrste af Hohenzollern. 
Efter sin afsættelse som fyrste gik Karl Anton af Hohenzollern-Sigmaringen ind i preussisk politik. Han blev ministerpræsident i 1858. I marts 1862 blev han styrtet fra denne post. Hans periode som regeringsleder kaldes Den nye tid (Neue Ära). Perioden var kendetegnet af en moderat liberal reformpolitik. 

## Familie
Karl Anton var søn af fyrst Karl af Hohenzollern-Sigmaringen (1785-1853) og dennes første hustru, prinsesse Antoinette Murat (1793-1847). 
Han blev gift i Karlsruhe den 21. oktober 1834 med Josefine af Baden (1813-1900), datter af Karl af Baden .
Børn: 
1. Leopold af Hohenzollern-Sigmaringen (1835-1905), spansk tronprædent i 1869. Hans efterkommere var konger i Rumænien i 1914-1947.
2. Stephanie af Hohenzollern-Sigmaringen 1837-1859) , gift med Peter 5. af Portugal
3. Karl af Hohenzollern-Sigmaringen (Carol 1. af Rumænien) (1837-1914), rumænsk konge til sin død i 1914
4. Anton af Hohenzollern-Sigmaringen (1841-1866), faldt i Slaget ved Königgrätz
5. Fredrik Eugen af Hohenzollern-Sigmaringen (1843-1904) , gift med Luise af Thurn og Taxis
6. Marie af Hohenzollern-Sigmaringen (1845-1912) , gift med Philip af Flandern, deres efterkommere har været konger i Belgien siden 1909.